# John Trippe

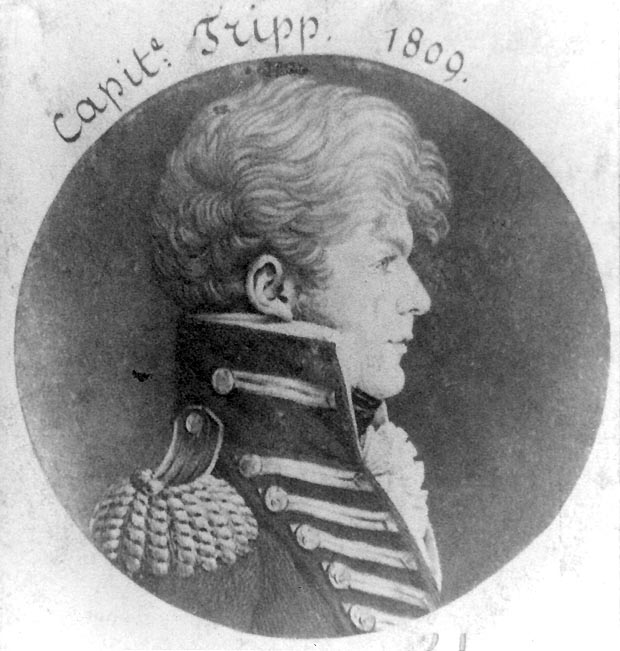
Luitenant John Trippe, kapitein van de Vixen 1809

Luitenant John Trippe (Dorchester County, Maryland 1785 – 9 juli 1810) was een officier van de Amerikaanse marine tijdens de Quasi-oorlog met Frankrijk en de Eerste Barbarijse Oorlog.

## Levensloop
John Trippe werd geboren in Dorchester County, Maryland. Hij werd bevorderd tot midshipsman in de Navy op 5 april 1799, tijdens de Quasi-oorlog met Frankrijk, en maakte hij de eerste reis met het fregat "USS Constitution" en later op  de schoener "USS Experiment".
Op 21 mei werd hij bevorderd door en op commandant Richard Dale's vlaggenschip "USS President" en diende daarop in de loop van 1802, in operaties tegen de Tripolitaanse piraten in de Middellandse Zee. 
Trippe keerde terug naar de Verenigde Staten in april 1802 en ontving een soort verlof voor het maken van een commerciële handelsmissie. Op 24 mei 1803 ging hij terug in actieve dienst. Het Navy Department beval hem als bevelvoerend luitenant op de "Vixen". De schoener zeilde naar de Middellandse Zee op 3 augustus en nam deel met commandant Edward Preble's Smaldeel nabij Tripoli op 14 september 1803.
Luitenant Trippe diende met uitmuntendheid in de Middellandse Zee tot in het najaar van 1805. Op 3 augustus 1804, leidde hij zijn bemanning op de kanonneerboot N°6, bemand door een andere midshipsman (adelborst) John D. Henley en negen onverschronken matrozen, tot een overwinning over de 36 man tellende vijandelijke bemanning van een groter zeilschip. Trippe en zijn manschappen enterden het vijandelijke zeilschip en Trippe zelf vocht persoonlijk een duel uit met de piratenleider.
Luitenant Trippe gebruikte zijn doorzettingsvermogen, als 19-jarige jonge officier, tot een nakende zege in de hachelijke man-tegen-mangevechten. Ernstig gewond in die strijd op het vijandelijk dek, was hij niet in staat, om weer deel te nemen in de volgende drie, van Preble's vijf opeenvolgende aanvallen op Tripoli. Alhoewel, in het begin van september, had hij herstellend van zijn opgelopen verwonding, genoeg van, voor het hervatten van zijn commando over de kanonneerboot N°6, voor de vijfde en definitieve aangekondigde stormloop, op de 3e aanval voor zijn inzet, in de actie tegen de Barbarijse piraten. Luitenant John Trippe ontving een officiële sabel, als blijk van zijn bevelvoerende officierstitel en eerbewijzen van het Amerikaans Congress.
John Trippe keerde terug naar de Verenigde Staten in november 1805, maar in 1806 was hij weer terug voor zijn dienstplichten in de Middellandse Zee. In 1808 diende Trippe in Charleston, South Carolina, om een gedwongen wettige embargo te forceren.
Hij nam het commando waar over van de "USS Enterprise" op 23 januari, waar hij uit New York vertrok op 24 juni, en zeilde naar de Nederlanden. Op 31 juli bereikte hij Amsterdam, waar hij officiële zaken afhandelde en met onderhandelingen, met een hechte eenheid en commerciële relaties tussen de Nederlanden en de Verenigde Staten. Het op na houden van deze handelsbelangen van de open Nederlandse havens voor Amerikaanse schepen, wierp hij als een bevestigend akkoord, alhier het anker uit op 10 oktober en daarna in de New Yorkse haven op 2 december.
Op 26 april bracht Trippe zijn commando over naar de "Vixen" en een maand later, vertrok hij vanuit New Castle, Delaware, aangrenzend voor New Orleans, Louisiana. Nabij Stirrup Key op 24 juli, kwam de "Vixen" onder vuur te liggen van een Brits oorlogsschip, HMS "Moselle".
De "Vixen" naderde de Britse oorlosbodem en praaide het zeilschip. Trippe stortte, klaarblijkelijk de "Vixen" in een actieonderneming, en omdat ze gewoon waren schepen te enteren. Trippe eiste onmiddellijk een verklaring van de Britse kapitein van de HMS"Moselle", waarom het tot een gelokaliseerde gevechtsconfrontatie kwam. Haar kapitein antwoordde met verontschuldigingen, dat hij zich vergist had en dat de Amerikaan het tot een man-tegen-mangevecht zou laten komen, en dat hij de "Vixen" uiteindelijk aanzag als een Frans oorlogsschip. De Engelse kapitein zei nogmaals verontschuldigend, dat ze hun reis in alle rust en kalmte mochten verder zetten naar Havanna, op Cuba, waar John Trippe zes dagen later aankwam. Op 9 juli 1810, terwijl de "Vixen" weer vertrok vanuit Havanna naar New Orleans, stierf luitenant John Trippe aan boord. Luitenant John Trippe was nog maar 25 jaar oud.

## USS Trippes
- Vier schepen met de naam USS Trippe van de Amerikaanse marine werden naar hem genoemd.
- John Trippe was de over-over-grootvader van Juan Terry Trippe, de stichter van Pan Am en de president-directeur-generaal van deze Amerikaanse luchtvaartmaatschappij.